# Echinaster varicolor
Echinaster varicolor is een zeester uit de familie Echinasteridae.
De wetenschappelijke naam van de soort werd in 1938 gepubliceerd door Hubert Lyman Clark.